# Каменник (гміна)
Гміна Каменник (пол. Gmina Kamiennik) — сільська гміна у південно-західній Польщі. Належить до Ниського повіту Опольського воєводства.
Станом на 31 грудня 2011 у гміні проживало 3700 осіб.

## Площа
Згідно з даними за 2007 рік площа гміни становила 89.23 км², у тому числі:
- орні землі: 76.00%
- ліси: 16.00%

Таким чином, площа гміни становить 7.29% площі повіту.

## Населення
Станом на 31 грудня 2011:
| Опис     | Загалом | Загалом | Чоловіки | Чоловіки | Жінки | Жінки |
| -------- | ------- | ------- | -------- | -------- | ----- | ----- |
| одиниця  | осіб    | %       | осіб     | %        | осіб  | %     |
| все      | 3700    | 100     | 1845     | 49.86    | 1855  | 50.14 |
| міське   | 0       | 100     | 0        |          | 0     |       |
| сільське | 3700    | 100     | 1845     | 49.86    | 1855  | 50.14 |

## Сусідні гміни
Гміна Каменник межує з такими гмінами: Ґродкув, Зембіце, Отмухув, Пакославіце, Пшеворно.